# Équipe cycliste Postobón
L'équipe cycliste Postobón était une formation de cyclisme professionnel sur route colombienne active de 1986 à 1996.
Elle ne doit pas être confondue avec l'équipe Manzana Postobón, créée en 2007.

## Historique

### La reconnaissance ducyclismecolombien
En 1980, le Colombien Alfonso Flórez remporte l'épreuve la plus importante du calendrier du cyclisme amateur en Europe de l'Ouest, le Tour de l'Avenir, devant les meilleurs coureurs non-professionnels, issus le plus souvent d'Europe de l'Est.
Dans le même temps, les organisateurs des grands Tours ont la volonté d'ouvrir leur compétition aux meilleurs amateurs. Leur idée première est de faire s'affronter sur les mêmes compétitions les meilleurs coureurs professionnels d'Europe de l'Ouest et les meilleurs coureurs amateurs du Bloc de l'Est.
En 1983, Le Tour de France est le premier grand Tour "Open" disputé. Mais seule une équipe nationale amateur tente l'expérience, c'est une équipe colombienne, emmenée par Alfonso Flórez et sponsorisée par les piles Varta.
En 1984, l'équipe nationale amateur de Colombie revient sur le Tour de France avec une équipe plus forte, emmenée par Luis Herrera. Celui-ci remporte la première victoire amateur dans un grand Tour "Open", lors de l'étape arrivant à L'Alpe d'Huez.
Devant ces succès et l'engouement qu'ils suscitent chez leurs compatriotes, il est créé, en 1985, la première équipe professionnelle colombienne, l'équipe cycliste Café de Colombia. Dès la première année, les résultats sportifs sont excellents (3 victoires d'étapes et le maillot à pois sur le Tour de France, victoire finale dans le Tour de l'Avenir).

### La création de l'équipe et la rivalité avec l'équipe Café de Colombia
En 1986, devant la réussite des cyclistes colombiens, une deuxième équipe professionnelle voit le jour, l'équipe cycliste Postobón. Elle est sponsorisée par une entreprise de boissons gazeuses, Postobón S.A.. Très rapidement, l'équipe prend l'appellation de Manzana Postobón, du nom d'un des produits phares de la marque sponsor.
Les résultats ne se font pas attendre et l'équipe, dirigée par Raúl Mesa, dispute l'hégémonie de l'équipe Café de Colombia sur les compétitions nationales. Dès 1987, elle remporte son Tour national, par l'intermédiaire de son leader Pablo Wilches.
Jusqu'en 1990, date à laquelle se retire l'équipe cycliste Café de Colombia, Manzana Postobón remporte surtout des succès nationaux : 2 Tour de Colombie, 2 Clásico RCN, 2 Clásica de Boyacá ou bien encore 2 Championnats de Colombie de cyclisme sur route. En Europe, les résultats sont plus mitigés : 1 podium (et 1 victoire d'étape) au Critérium du Dauphiné libéré ou 1 podium, 1 maillot du meilleur grimpeur et 1 victoire d'étape en 5 participations au Tour d'Espagne.
L'équipe participe dès sa première année d'existence au Tour de France, sans résultats notables, hormis une 15e place au classement général final, assortie d'une 4e place au sommet de L'Alpe d'Huez, pour Reynel Montoya. Au Tour 1987, son leader Pablo Wilches, après avoir repris 4 minutes aux favoris lors de la 11e étape, se classe 3e et 4e des étapes pyrénéennes. Il se retrouve alors 6e au classement général provisoire au soir de la 14e étape. Il restera entre la 6e et la 9e place du général jusqu'à son abandon lors de la 20e étape.
En 1988 et en 1989, les résultats de l'équipe ne suffisent pas pour être retenue par les organisateurs pour le Tour. En 1990, les bonnes performances d'Álvaro Mejía au Critérium du Dauphiné libéré permettent à l'équipe de participer de nouveau au Tour de France, en évinçant entre autres, Luis Herrera et l'équipe cycliste Café de Colombia. La 16e place au classement général final de William Palacio et une 4e place à l'arrivée à St-Gervais de Reynel Montoya sont les seuls résultats probants des Postobón durant le Tour 1990.

### L'apogée de l'équipe
En 1991, à la suite du retrait de l'équipe rivale Café de Colombia, l'équipe cycliste Postobón récupère Luis Herrera, bien décidé à faire oublier sa saison précédente décevante. D'aucuns le considèrent sur le déclin. Il a pour objectif de participer au Tour de France, épreuve à laquelle, il n'avait pu participer, faute d'y avoir été invité pour manque de résultats en 1990. Il remporte, sous ses nouvelles couleurs, le classement du meilleur grimpeur et une étape du Tour d'Espagne. Il gagne, quelques semaines plus tard, et ce pour la deuxième fois, le Dauphiné Libéré, en dominant ses adversaires dans les cols de Savoie. Sa victoire d'étape remportée au Tour de Catalogne, associée au succès d'Álvaro Sierra au Tour de Colombie, permettent aux Postobón de participer au Tour. Les résultats de l'équipe y sont décevants, seuls Alberto Camargo et Álvaro Mejía finissent dans les 20 premiers au classement général final.
En 1990 et en 1991, des coureurs lituaniens participent, sous les couleurs de l'URSS puis de leur pays fraîchement indépendant, au Tour de Colombie,. Ils remportent six étapes en deux ans, et l'année suivante, l'équipe Postobón les enrôle, pour leurs qualités de rouleur, dans le but d'emmener et de protéger leurs coéquipiers grimpeurs dans les étapes de plaine des courses européennes. Néanmoins Artūras Kasputis, profitant de ses aptitudes dans les contre-la-montre, gagne la Route du Sud et le Chrono des Herbiers. Durant cette année, l'équipe a un bilan exceptionnel. Pour sa dernière année professionnelle, Luis Herrera remporte le Tour d'Aragon et se classe 8e du Giro, tout en gagnant une étape. Alberto Camargo, non content de remporter le Tour des vallées minières devant son coéquipier William Palacio, livre un duel homérique à Claudio Chiappucci et remporte le Clásico RCN. Il finira, également, 5e du Critérium du Dauphiné libéré. Álvaro Mejía n'est pas en reste et remportera, cette année-là, le Tour de Murcie.

### Un calendrier désormais national
Cependant, les résultats de l'équipe sont inexistants sur le Tour et les Postobón quittent le circuit international à la fin de l'année.
De 1993 à 1996, l'équipe se concentre sur un calendrier quasi exclusivement sud-américain et surtout national.
L'année 1994 fait quelque peu exception, l'équipe Manzana Postobón s'associe à un sponsor lusitanien W52 - Quintanilha pour disputer quelques courses européennes, portugaises pour la plupart. 
Lors de ces années, l'équipe, dirigée par l'ancien coureur cycliste professionnel Alfonso López (en), réussit le doublé Tour de Colombie - Clásico RCN en 1994, remporte encore un Championnat de Colombie de cyclisme sur route et deux Vuelta a Boyacá.
Ces années sont marquées également par le décès de trois coureurs de la formation (Néstor Mora, Augusto Triana (d)  et Hernán Patiño (en)) sur leur route d'entraînement.

## Dopage
En 1989, Pablo Wilches est contrôlé positif à la nandrolone lors de la dernière étape du Tour d'Aragon,.
Reynel Montoya est contrôlé positif aux amphétamines après la 18e étape du Tour de France 1991. Il reçoit une suspension de trois mois, une amende et une pénalité de dix minutes au classement général,.

## Principales victoires
- 1987
  - 20e étape Tour d'Espagne (Omar Hernández)
  - Classement final Tour de Colombie (Pablo Wilches)
  - Classement final Clásica de Boyacá[27] (Pablo Wilches)
- 1988
  - Classement final Clásica de Boyacá[27] (Néstor Mora)
- 1989
  - Classement final Clásico RCN (Álvaro Mejía)
  - Meilleur grimpeur du Tour d'Espagne (Óscar de Jesús Vargas)
  -  Championnat de Colombie de cyclisme sur route (Reynel Montoya)
- 1990
  - 8e étape Critérium du Dauphiné libéré[3] (Álvaro Mejía)
  -  Championnat de Colombie de cyclisme sur route (William Pulido)
  - Classement final Tour de Colombie (Gustavo Wilches)
  - Classement final Clásico RCN (Gustavo Wilches)
- 1991
  -  Dauphiné Libéré[8] (Luis Herrera)
  - 6e étape du Dauphiné Libéré[8] (Luis Herrera)
  - 6e étape du Tour de Catalogne[10] (Luis Herrera)
  - 16e étape du Tour d'Espagne (Luis Herrera)
  - Meilleur grimpeur du Tour d'Espagne (Luis Herrera)
  - Classement final et 1 victoire d'étape Tour de Galice[28](Álvaro Mejía)
  -  Championnat de Colombie de cyclisme sur route (Jorge León Otálvaro (en))
  - Classement final Tour de Colombie (Álvaro Sierra)
- 1992
  - Classement final Clásico RCN (Alberto Camargo)
  - Classement final et 1 victoire d'étape Tour des vallées minières[18] (Alberto Camargo)
  - Classement final et 1 victoire d'étape Tour d'Aragon[17] (Luis Herrera)
  - 9e étape du Tour d'Italie (Luis Herrera)
  - Classement final et 1 victoire d'étape Route du Sud[16] (Artūras Kasputis)
  - Chrono des Herbiers (Artūras Kasputis)
  - Classement final Tour de Murcie (Álvaro Mejía)
  -  Championnat de Colombie de cyclisme sur route (Jorge León Otálvaro (en))
  - 7e étape Critérium du Dauphiné libéré[29] (William Palacio)
- 1993
  - Classement final Vuelta a Boyacá[27] (Raúl Montaña)
- 1994
  - Classement final Tour de Colombie (José Jaime González)
  - Classement final Clásico RCN (Julio César Aguirre)
- 1995
  -  Championnat de Colombie de cyclisme sur route (Efraín Rico (es))
- 1996
  - Classement final Vuelta a Boyacá[30] (Julio César Rangel (es))

## Directeurs sportifs
- 1986 - 1992 : José Raúl Meza Orozco[2]
- 1993 - 1996 : José Alfonso López Linares (en) (N. B. : Directeur sportif adjoint en 1992)[21]

## Principaux coureurs
- Alberto Camargo
- Martín Farfán
- Omar Hernández
- Luis Herrera
- Carlos Mario Jaramillo
- Artūras Kasputis
- Remigius Lupeikis
- Álvaro Mejía
- Gerardo Moncada
- Reynel Montoya
- Néstor Mora
- William Palacio
- Francisco « Pacho » Rodríguez
- Óscar de Jesús Vargas
- Pablo Wilches